# Szolnok Air Base
Szolnok är en flygplats i Ungern. Den ligger i den centrala delen av landet, 100 km öster om huvudstaden Budapest. Szolnok ligger 98 meter över havet.
Terrängen runt Szolnok är mycket platt. Runt Szolnok är det ganska tätbefolkat, med 120 invånare per kvadratkilometer. Närmaste större samhälle är Szolnok, 7,2 km norr om Szolnok. Trakten runt Szolnok består till största delen av jordbruksmark.